# Grängsjösjön
Grängsjösjön är en sjö i Nordanstigs kommun i Hälsingland och ingår i Gnarpsåns huvudavrinningsområde. Sjön är 3 meter djup, har en yta på 0,411 kvadratkilometer och är belägen 61 meter över havet. Sjön avvattnas av vattendraget Grängsjöån.

## Delavrinningsområde
Grängsjösjön ingår i det delavrinningsområde (688121-157058) som SMHI kallar för Utloppet av Grängsjösjön. Medelhöjden är 107 meter över havet och ytan är 5,13 kvadratkilometer. Räknas de 7 avrinningsområdena uppströms in blir den ackumulerade arean 81,93 kvadratkilometer. Grängsjöån som avvattnar avrinningsområdet har biflödesordning 2, vilket innebär att vattnet flödar genom totalt 2 vattendrag innan det når havet efter 17 kilometer. Avrinningsområdet består mestadels av skog (56 procent) och jordbruk (14 procent). Avrinningsområdet har 0,41 kvadratkilometer vattenytor vilket ger det en sjöprocent på 8 procent.